# Olympische Sommerspiele 2000/Radsport – Einzelzeitfahren Straße (Frauen)
Das Einzelzeitfahren der Frauen bei den Olympischen Spielen 2000 in Sydney fand am 30. September 2000 statt.

## Ergebnisse
| Rang | Athletin                      | Nation             | Zeit          | Defizit    |
| ---- | ----------------------------- | ------------------ | ------------- | ---------- |
| 1    | Leontien Zijlaard-van Moorsel | Niederlande        | 42:00,781 min |            |
| 2    | Mari Holden                   | Vereinigte Staaten | 42:37,372 min | + 0:37 min |
| 3    | Jeannie Longo-Ciprelli        | Frankreich         | 42:52,547 min | + 0:52 min |
| 4    | Anna Willson                  | Australien         | 42:58,828 min | + 0:58 min |
| 5    | Joane Somarriba               | Spanien            | 43:06,620 min | + 1:06 min |
| 6    | Clara Hughes                  | Kanada             | 43:12,528 min | + 1:12 min |
| 7    | Judith Arndt                  | Deutschland        | 43:31,752 min | + 1:31 min |
| 8    | Hanka Kupfernagel             | Deutschland        | 43:37,943 min | + 1:37 min |
| 9    | Diana Žiliūtė                 | Litauen            | 43:39,997 min | + 1:39 min |
| 10   | Edita Pučinskaitė             | Litauen            | 43:48,646 min | + 1:48 min |
| 11   | Mirjam Melchers               | Niederlande        | 44:12,876 min | + 2:12 min |
| 12   | Sülfija Sabirowa              | Russland           | 44:22,355 min | + 2:22 min |
| 13   | Catherine Marsal              | Frankreich         | 44:27,135 min | + 2:27 min |
| 14   | Ceris Gilfillan               | Großbritannien     | 44:29,104 min | + 2:29 min |
| 15   | Geneviève Jeanson             | Kanada             | 44:32,500 min | + 2:32 min |
| 16   | Karen Kurreck                 | Vereinigte Staaten | 44:33,379 min | + 2:33 min |
| 17   | Yvonne McGregor               | Großbritannien     | 44:37,095 min | + 2:37 min |
| 18   | Teodora Ruano Sanchón         | Spanien            | 44:37,379 min | + 2:37 min |
| 19   | Tetjana Stjaschkina           | Ukraine            | 44:45,134 min | + 2:45 min |
| 20   | Solrun Flatås                 | Norwegen           | 45:01,575 min | + 3:01 min |
| 21   | Tracey Gaudry                 | Australien         | 45:11,020 min | + 3:11 min |
| 22   | Nicole Brändli                | Schweiz            | 45:16,764 min | + 3:16 min |
| 23   | Olga Sljussarewa              | Russland           | 45:51,099 min | + 3:51 min |
|      | Alessandra Cappellotto        | Italien            | DNF           | DNF        |